# Clavicymbalum

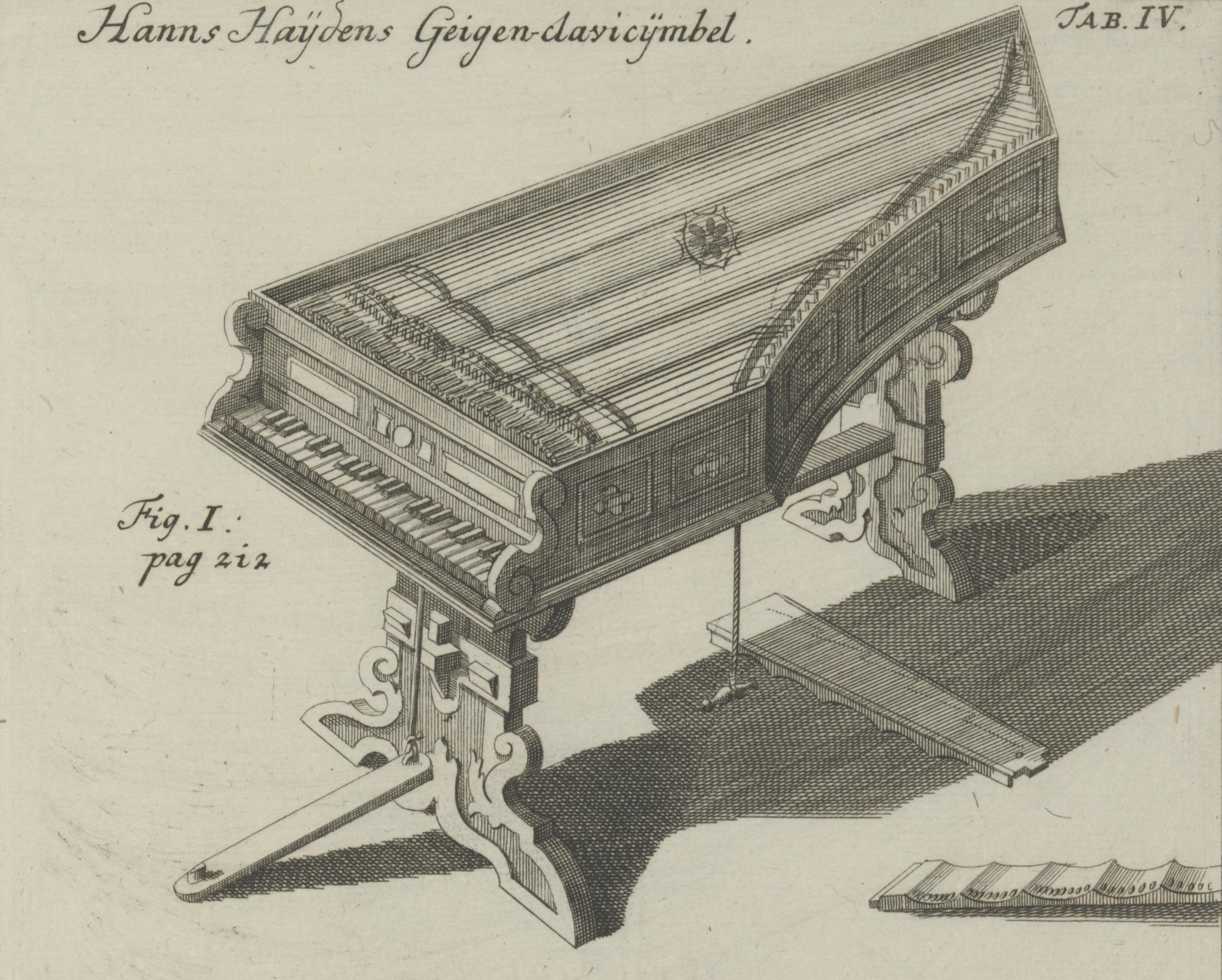
Représentation du clavicymbalum de Hanns Hayden, datant de 1730.

Instrument à clavier et à cordes pincées, le clavicymbalum [clavisymbalum, clavisimbalum] est l'ancêtre du clavecin.

## Premières descriptions et mentions
Le terme clavicymbalum indique que cet instrument est un cymbalum, un psaltérion auquel on a adjoint un clavier, notamment en réponse au besoin grandissant de disposer des notes chromatiques dans le répertoire de la fin du XIVe et du XVe siècle. La très petite taille de cet instrument, visible dans l'iconographie, posé sur les genoux ou le long des jambes, marque également cette filiation avec le psaltérion.
Dans un ouvrage de 1323 de Johannes de Muris, est décrit, sous le nom de « monochordium », un instrument « à clavier à 2 octaves, de forme triangulaire, dont un des trois côtés est galbé », c'est-à-dire fort semblable au clavicymbalum.
Le clavicymbalum est ensuite mentionné en 1404 dans le poème en bas-allemand Der Minne Regel d'Eberhard Cersne, chanoine de Minden.
On trouve ensuite, dans le célèbre Tractatus de musica de Paulirinus de Prague, la description d'instruments dont les « clavicordium, clavicymbalum, psalterium, virginale ».
Enfin, le clavicymbalum est décrit dans le traité sur les « arts méchaniques » (le manuscrit se trouve à la Bibliothèque nationale à Paris, sous le n° Lat. 7295) qu'Henri Arnault de Zwolle a rédigé, vraisemblablement entre 1436 et 1461, à Dijon. Notons au passage qu'Arnault de Zwolle a non seulement dressé un plan et rédigé la description de 4 mécaniques de clavicymbalum, mais a également traité du traçage de la harpe, du clavicorde, du dulce-melos, du luth, du monocorde ainsi que de l'orgue et des théories des intervalles. Zwolle, formé à l'Université de Paris, était pourtant médecin et astrologue, au service de Philippe le Bon, Charles VII et Louis XI.
Parallèlement, un autre (ou le même ?) instrument à clavier et à cordes est appelé eschaquier.

## Caractéristiques
Zwolle décrit précisément le clavicymbalum et les règles qui président à sa construction, notamment un clavier dit « à balancier », qui « sort » de son logement, et qui comporte une étendue de presque trois octaves (si2 - la5). Les « sautereaux », guidés en trois points (dans une mortaise du bout de la touche, dans une mortaise du fond, dans l'entaille du sommier), procèdent donc d'un mécanisme plus complexe que le futur clavecin. Le Grove Dictionary of Music and Musicians se contente de deux lignes à son sujet : « nom du clavecin donné dans un traité par H.A. de Zwolle »…
La musique médiévale écrite est d'essence vocale, et les quelques pièces clairement instrumentales qui nous sont restées (estampies, notamment) ne sont jamais destinées à un instrument en particulier, ou en tout cas les manuscrits n'en font pas mention. Ainsi, le clavicymbalum n'a pas de répertoire dédié. Sa tessiture de 3 octaves lui permettait d'accompagner, et de jouer des transcriptions de messes polyphoniques et autres œuvres vocales. Par ailleurs, les pièces pour clavier du Codex Faenza (début du XVe siècle) sont tout à fait appropriées pour cet instrument, ainsi que pour l'orgue. Le répertoire du Buxheimer Orgelbuch (fin du XVe siècle) peut aussi être envisagé à partir du clavicymbalum.
Le clavicymbalum d'Arnault de Zwolle a été reconstitué par les facteurs Knud Barsö et Martin Kaufmann à Bruxelles en 1968. Plus récemment, les facteurs Carl Rennoldson, Denzil Wraight, Chris Barlow, Jean-Charles Monzani, Philippe Humeau, Paolo Zerbinatti et David Boinnard ont également reconstruits cet instrument en s'appuyant sur le plan d'Arnaut de Zwolle.
L'instrument de Philippe Humeau est notamment présent dans les enregistrements de l'ensemble Mala Punica (album Faventina) et Tasto Solo (album Meyster ob allen meystern) sous les doigts de David Catalunya.